# Saint-Lyé
Saint-Lyé är en kommun i departementet Aube i regionen Grand Est (tidigare regionen Champagne-Ardenne) i nordöstra Frankrike. Kommunen ligger  i kantonen Troyes 4e Canton som ligger i arrondissementet Troyes. År 2022 hade Saint-Lyé 2 867 invånare.

## Befolkningsutveckling
Antalet invånare i kommunen Saint-Lyé
Referens: INSEE